# Csőrös csuka
A csőrös csuka (Belone belone) a csontos halak (Osteichthyes) főosztályának sugarasúszójú halak (Actinopterygii) osztályába, ezen belül a makrahalalakúak (Beloniformes) rendjébe és az árcsőrűcsuka-félék (Belonidae) családjába tartozó faj.

## Előfordulása
Az Atlanti-óceán északi vizeiben, valamint a Földközi- és a Fekete-tengerben honos.

## Megjelenése
Teste hosszú és karcsú, oldalról lapított, testhossza 50 és 75 cm között mozog. Megnyúlt állkapcsában éles fogak sorakoznak. A mell-, hát- és anális uszony meglehetősen hátul helyezkedik el a testen, és az utóbbi kettő hasonló megjelenésű. Az uszonyok ilyen elhelyezkedése nagyobb mozgékonyságot biztosít a csőrös csukának. Az oldalvonal alacsonyan van az oldalán. A test színe kékeszöld, hasa ezüstösen szürke.

## Életmódja
Mozgékony ragadozó; főként kisebb halakkal és rákfélékkel táplálkozik.

## Szaporodása
Part menti vizekben ívik. Az apró, gömbölyű ikrái hulladékra vagy vízinövényekre tapadnak.

## Alfajai
A csőrös csuka következő alfajait ismerik el:
- Belone belone belone (Linnaeus, 1761) az Atlanti-óceán északkeleti részén
- Belone belone euxini Günther, 1866 a Fekete-tengeren és az Azovi-tengeren
- Belone belone acus Risso, 1827 a Földközi-tengeren és az Atlanti-óceán szomszédos részein, Madeirán, a Kanári-szigeteken, az Azori-szigeteken és délre a Zöld-foki-szigetekig
- Belone belone gracilis Lowe, 1839 Franciaországból a Kanári-szigetekre, beleértve a Földközi-tengert is

## Galéria

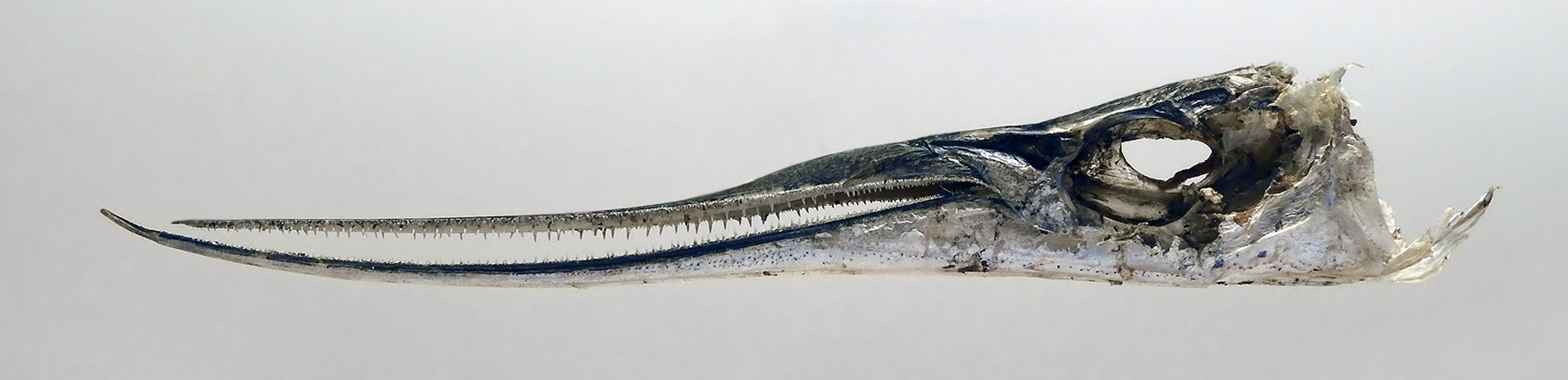
Csőrös csuka